# Distretto di Deh Sabz
Il distretto di Deh Sabz è un distretto dell'Afghanistan appartenente alla provincia di Kabul. Viene stimata una popolazione di 52.600 abitanti (dato 2012-13).
Nel 2007 il governo afghano lo individuò come sede di un progetto di espansione urbana denominato "New Kabul", finalizzato ad alleviare la tensione abitativa determinata dall'aumento di popolazione nella capitale Kabul, a sua volta provocato dai fenomeni migratori conseguenti alle guerre che hanno interessato il Paese dalla fine degli anni settanta. Secondo quanto dichiarato dal governo dell'Emirato Islamico dell'Afghanistan, New Kabul -quando completata- avrà una superficie di 740 km2, e potrà accogliere fino a tre milioni di persone. Per il finanziamento dell'opera ci si affida a capitali turchi, iraniani, qatarini ed emiratini.